# Епархия Дамонго
 Епархия Дамонго (лат.  Dioecesis Damongoënsis) — епархия Римско-Католической Церкви c центром в городе Дамонго, Гана. Епархия Дамонго входит в митрополию Тамале.

## История
3 февраля 1995 года Римский папа Иоанн Павел II учредил буллой «Nuper est petitum» епархию Дамонго, выделив её из архиепархии Тамале.

## Ординарии епархии
- епископ Philip Naameh (3.02.1995 — 12.02.2009)

## Источник
- Annuario Pontificio, Ватикан, 2007
- Булла  Nuper est petitum  (лат.)